# 巴頓鎮區 (印地安納州吉布森縣)
巴頓鎮區（英語：Barton Township）是位於美國印地安納州吉布森縣的一個行政鎮區。

## 地方資料
根據2010年美國人口普查的數據，巴頓鎮區的面積為127.90平方千米，當中陸地面積為127.30平方千米，而水域面積為0.60平方千米。當地共有人口1677人，而人口密度為每平方千米13.11人。